# Буонметхуот
Буонметхуот (в'єт. Buôn Ma Thuột, раніше була поширене написання Метхуот) — місто у центральному нагір'ї В'єтнаму, столиця провінції Даклак. Одне з семи міст першої категорії у В'єтнамі. Відомий як «кавова столиця».
Місто Буонметхуот знаходиться за 1396 км від Ханоя і за 345 км від Хошиміна. Туристи відвідують місто найчастіше у рамках туру в центральне нагір'я.
Місто стало адміністративним центром провінції Даклак ще у часи Французького Індокитаю, у 1909 році. Нині населення міста становить 340 000 осіб (2009 рік)

## Клімат
Місто знаходиться у зоні, котра характеризується кліматом тропічних саван. Найтепліший місяць — квітень із середньою температурою 26.7 °C (80 °F). Найхолодніший місяць — січень, із середньою температурою 21.7 °С (71 °F).
| Клімат Буонметхуота     | Клімат Буонметхуота | Клімат Буонметхуота | Клімат Буонметхуота | Клімат Буонметхуота | Клімат Буонметхуота | Клімат Буонметхуота | Клімат Буонметхуота | Клімат Буонметхуота | Клімат Буонметхуота | Клімат Буонметхуота | Клімат Буонметхуота | Клімат Буонметхуота | Клімат Буонметхуота |
| Показник                | Січ.                | Лют.                | Бер.                | Квіт.               | Трав.               | Черв.               | Лип.                | Серп.               | Вер.                | Жовт.               | Лист.               | Груд.               | Рік                 |
| Абсолютний максимум, °C | 33                  | 36                  | 37                  | 39                  | 37                  | 35                  | 32                  | 34                  | 32                  | 33                  | 32                  | 31                  | 39                  |
| Середній максимум, °C   | 26                  | 29                  | 31                  | 32                  | 31                  | 29                  | 28                  | 28                  | 28                  | 27                  | 27                  | 26                  | 28                  |
| Середня температура, °C | 21                  | 23                  | 25                  | 26                  | 26                  | 25                  | 24                  | 24                  | 24                  | 23                  | 23                  | 22                  | 24                  |
| Середній мінімум, °C    | 17                  | 18                  | 19                  | 21                  | 21                  | 21                  | 21                  | 21                  | 21                  | 20                  | 19                  | 18                  | 20                  |
| Абсолютний мінімум, °C  | 8                   | 7                   | 12                  | 16                  | 14                  | 17                  | 17                  | 14                  | 17                  | 15                  | 10                  | 7                   | 7                   |
| Норма опадів, мм        | 0                   | 0                   | 30                  | 90                  | 240                 | 240                 | 270                 | 290                 | 300                 | 220                 | 90                  | 20                  | 1840                |
| Днів з дощем            | 0                   | 0                   | 2                   | 5                   | 5                   | 14                  | 15                  | 15                  | 14                  | 11                  | 7                   | 1                   | 93                  |
| Вологість повітря, %    | 70                  | 65                  | 61                  | 61                  | 72                  | 79                  | 81                  | 82                  | 84                  | 82                  | 79                  | 77                  | 74                  |
| ----------------------- | ------------------- | ------------------- | ------------------- | ------------------- | ------------------- | ------------------- | ------------------- | ------------------- | ------------------- | ------------------- | ------------------- | ------------------- | ------------------- |
| Джерело: Weatherbase    |                     |                     |                     |                     |                     |                     |                     |                     |                     |                     |                     |                     |                     |

## Транспорт
Аеропорт за 10 км від міста. У планах є будівництво залізниці до міста Туйхоа (Фуєн), а надалі — і в усьому центральному нагір'ї, де Буонметхуот стане головним залізничним вузлом регіону.